# L'Abergement-Sainte-Colombe
L'Abergement-Sainte-Colombe è un comune francese di 1 123 abitanti situato nel dipartimento della Saona e Loira nella regione della Borgogna-Franca Contea.

## Società

### Evoluzione demografica
Abitanti censiti